# Déodat Roché
Pour les articles homonymes, voir Roché.
 (novembre 2014).
Déodat Roché, né à Arques (Aude) le 13 décembre 1877 et mort à Arques le 12 janvier 1978 est surtout connu pour ses travaux sur le catharisme. Il fut à la fois magistrat, philosophe, anthroposophe, et franc-maçon.

## Biographie
En 1896 il s'affilia au « Groupe indépendant d'études ésotériques » de Papus et entretint une correspondance avec Sédir. Puis en 1898 il fut initié dans l'Ordre martiniste par le docteur Louis-Sophrone Fugairon et en 1899 il s'affilia à l'Église gnostique de France de Jules Doinel et, en 1901 en sera ordonné diacre, finalement en 1903, le diacre Theodotos est ordonné évêque gnostique de Carcassonne, « Sa Grandeur Tau Theodotos », mais peu de temps après, il prit ses distances de l'Église gnostique dont il trouvait les enseignements figés.
Après une licence en Droit, il obtint une licence en philosophie avec un travail de fin d'études intitulé  Plotin a-t-il simplifié le système des Valentiniens ? qu'il présenta en 1903.
Alors qu'il était encore étudiant à Toulouse, en 1900, avec le docteur Louis Sophrone Fugairon, également membre de l'Église gnostique (« Tau Sophronius »), il fonda la revue Le Réveil des Albigeois, qui devint en 1901 La Gnose moderne, dont la publication fut stoppée avant 1904, après avoir réalisé quelques échanges avec la revue viennoise Die Gnosis de M. Rappaport.
Devenu avocat en 1901, puis magistrat en 1906, d'abord à Limoux, puis à Carcassonne, il resta pourtant branché sur la philosophie en participant à des revues et des associations ayant trait à la spiritualité, comme la « Société de culture morale et de recherches psychiques ». À Carcassonne, il sera initié en franc-maçonnerie  au Grand Orient de France, dans la loge maçonnique « Les Vrais Amis réunis ». Il en deviendra le « vénérable maître » et en restera membre pendant toute sa vie.
En 1923, il entra au tribunal de Castelnaudary, dont il fut nommé Vice-Président en 1935, puis Président en 1939.
Sa carrière de magistrat fut interrompue par le régime de Vichy, à cause de son appartenance maçonnique (mais comme il n'était plus actif, on prit comme prétexte fallacieux qu'il s'occupait d'histoire des religions et de spiritisme). Il fut ainsi radié de la Magistrature par le gouvernement de Vichy en 1941, il demeurera cependant à Béziers jusqu'en 1943, où il fut mis à la retraite d'office. Il fut élu maire d'Arques en 1925, mais démissionna en 1935 et aussi élu conseiller général du canton de Couiza, après la Libération, en 1945, mais en 1946, il quitta définitivement la scène politique. À partir de ce moment, il put se consacrer pleinement à ses recherches et activités liées au catharisme.
En 1921, il découvrit l'œuvre de Rudolf Steiner. Il écrivit à Steiner en novembre 1921, il le rencontra en septembre 1922 à Dornach. Il devint membre de la Société anthroposophique et, en 1924, membre de l'Université libre de la science de l'esprit.
En automne 1948, Déodat Roché fit paraître le premier numéro des Cahiers d'études cathares.
Déodat Roché meurt à Arques le 12 janvier 1978 à l'âge de 100 ans.
Depuis 1996, la maison de Déodat Roché au cœur du village d'Arques a été transformée en une exposition consacrée au catharisme,.

## Institutions
- Congrès d'études cathares (ou Congrès de la société du souvenir et des études cathares), fondé en 1948, présidé par Déodat Roché, assisté de René Nelli et Fanita de Pierrefeu ;
- Cahiers d'études cathares (1949) (CEC), revue trimestrielle, Arques (Aude) ;
- éditions des Cahiers d'études cathares (1951), Narbonne (Aude) ;
- Société du souvenir et des études cathares, fondée en 1950 par Déodat Roché ;
- camp d'été de l'Estagnol, au col du Paradis ;
- stèle du souvenir (1960) : copie d'un monument cathare du Lauragais, édifiée au pied du pog de Montségur, plus haut que le Pré des brûlés de 1244, avec l'inscription en occitan Als Catars, als martirs del pur amor crestian ;
- Maison Déodat Roché (1996) : sa maison, organisée en musée et lieu d'exposition-vente, à Arques (Aude)[7].

## Principales publications
- Gnose antique et pensée moderne (1904-1906), Cahiers d'études cathares, Société du Souvenir et des Études cathares, Narbonne, no 93, printemps 1982, p. 5-41.
- Contes et légendes du catharisme, 1949, Éditions des Cahiers d'études cathares, Arques (Aude) ; 2e éd. 1951, 40 p. ; 3e éd. augmentée 1966 79 p[8].
- Études manichéennes et cathares, 1952, Éditions des Cahiers d'études cathares, 268 p.
- Mission future de la Russie. Mission actuelle de l'Occitanie (brochure), Cahiers d'études cathares, 1953, 22 p.
- Catharisme et science spirituelle (brochure), Éditions des Cahiers d'études cathares, I, no 22, 1955, p. 91-108.
- Survivance et immortalité de l'âme. Fantômes des vivants et des morts, vies successives, corps lumineux de résurrection, 1955 ; 2e éd. augmentée 1962, Cahiers d'études cathares, 270 p.
- Évolution individuelle et harmonie sociale (brochure), Éditions des Cahiers d'études cathares, conférence de 1956, 16 p.
- Le Catharisme, son développement dans le midi de la France, et les croisades contre les Albigeois, 1937, 29 p.
- Le Catharisme. Nouvelle édition revue et augmentée, 1947, 206 p[9],[10].
- Le Catharisme, tome I, Éditions des Cahiers d'études cathares, Carcassonne, 1957, 225 p. (comprend des parties des Études manichéennes et cathares [1952], une partie du Catharisme [1947], Spiritualité de l'hérésie : le catharisme [1954], divers articles).
- Le Catharisme, tome II, Cahiers d'études cathares, numéro hors série, 1976, 145 p. (comprend des parties du Catharisme, diverses communications).
- L'Église romaine et les Cathares albigeois, Éditions des Cahiers d'études cathares, 1957, 206 p. ; 3e éd. augmentée 1969, 327 p[11].
- Résurgence du manichéisme : Ismaéliens, Cathares, Rose-Croix, "Société du souvenir et des études cathares", 1981, 68 p.
- Saint Augustin et les manichéens de son temps, in Cahiers d'études cathares, printemps 1989, XLe année, no 121, p. 3-33.

### Vidéo
- « Pays cathare : Déodat Roché » sur ina.fr